# Македонска борба (1931)
Вижте пояснителната страница за други значения на Македонска борба.
„Македонска борба“ е български вестник, излязъл в няколко броя в 1931 година. Вестникът е орган на протогеровисткото крило във ВМРО, противопоставящо се на Иван Михайлов.